# Ротруда от Трир
Ротруда от Трир (на немски: Rotrude von Trier; * 690 в Австразия; † 724). Наричана е и Chrotrude, Chrotrud, Chotrude, Chrotude или Chrotrudis.

## Произход
Дъщеря е на Свети Лиутвин, херцог и епископ на Трир и Реймс. Нейните братя са граф Видо, който основава знатния род Гвидоните и епископа Милон от Трир.
Ротруда е първата съпруга на Карл Мартел и баба на Карл Велики.

## Деца
Нейните деца са:
- Хилтруда († 754), омъжена за херцог Одило от Бавария. Майка на херцог Тасило III.
- Карлман
- Ландрада (Ландрес), омъжена за Зигранд, граф на Хесбания
- Алдана или Ауда Алане, омъжена за Теодерик I, граф на Отун
- Пипин III Млади